# 大阪東信用金庫
大阪東信用金庫（おおさかひがししんようきんこ）とは、かつて存在した信用金庫。大阪府八尾市に本店を置いていた。愛称は「ひがしん」。
八尾市のほか、大阪市・東大阪市・柏原市・松原市・羽曳野市・大東市・堺市・寝屋川市・河内長野市・藤井寺市に支店を設置していた。
2005年（平成17年）2月14日、旧・阪奈信用金庫を存続法人として、旧・八光信用金庫を吸収合併する形で発足した。
なお、新石切駅南東にある旧阪奈信用金庫本店の建物（東大阪市西石切町3-4-1）は、当金庫の枚岡営業部を経て、大阪シティ信用金庫の枚岡支店となっている。 

## 沿革
- 1938年（昭和13年）11月1日 - 産業組合法に基づき枚岡信用販売利用組合として発足
- 1948年（昭和23年）8月16日 - 市街地信用組合法により枚岡信用組合に改組
- 1951年（昭和26年）10月20日 - 信用金庫法施行により枚岡信用金庫に改組
- 1979年（昭和54年）11月1日 - 東大阪信用金庫（1930年8月設立）と合併し、阪奈信用金庫に改称。
- 1997年（平成 9年）10月13日 - 富士信用金庫（1921年1月15日設立）と合併（金庫名は、阪奈信用金庫）
- 2005年（平成17年）2月14日 - 八光信用金庫（1948年10月8日設立）と合併し、大阪東信用金庫に改称。
- 2008年（平成20年）6月2日 - 大阪府内に本店を置く信用金庫相互間ATM手数料無料サービス「しんきん大阪ゼロネット」を開始
- 2013年（平成25年）11月5日 - 大阪市信用金庫（大阪市中央区）及び大福信用金庫（大阪市福島区）と対等合併（存続金庫は大阪市信用金庫）し、大阪シティ信用金庫が発足[1][2]。

## グループ企業
- 大阪東ビジネスサービス株式会社